# Болотные мумии

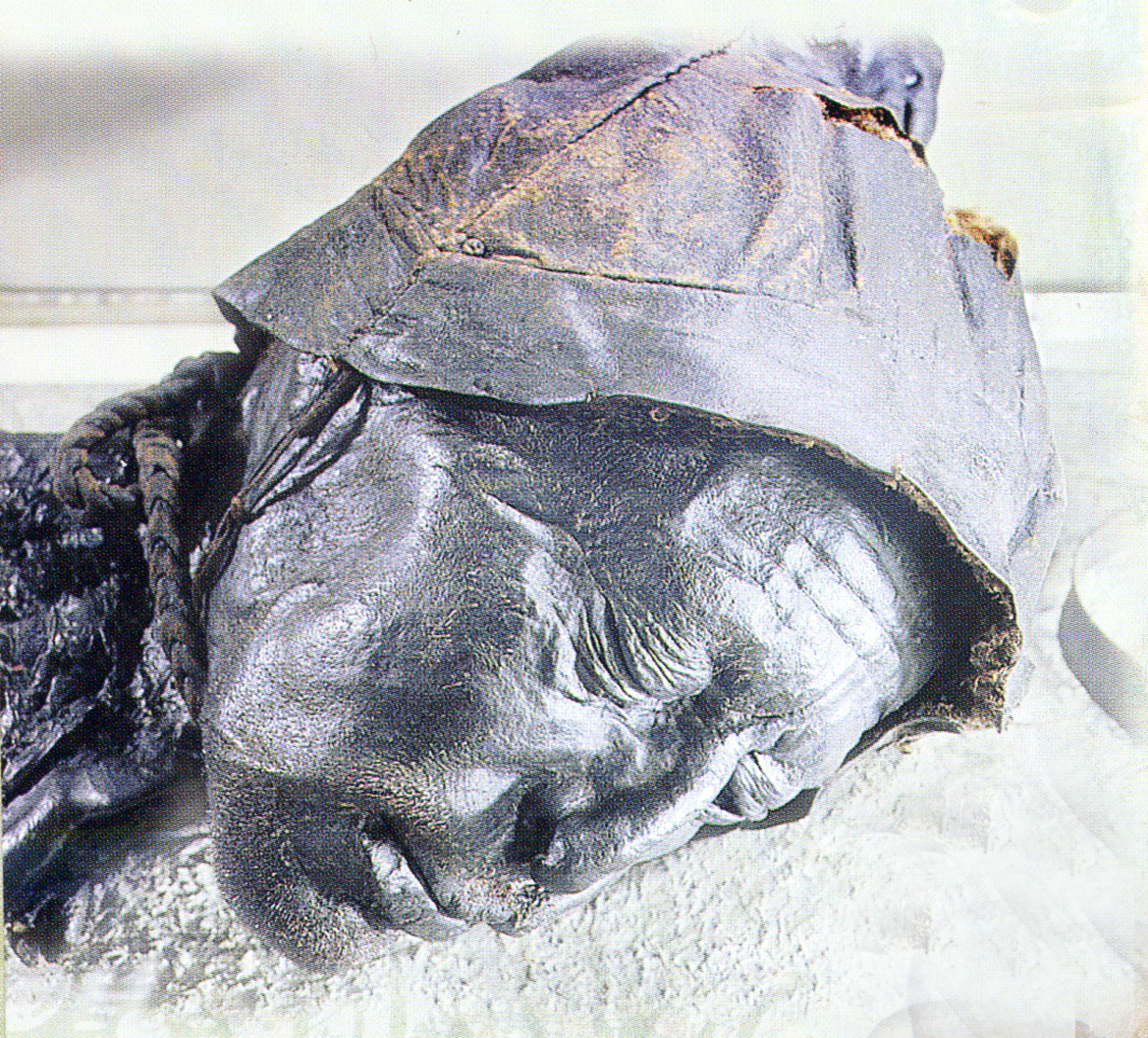
Голова человека из Толлунда

Болотные мумии (англ. bog body, буквально «болотные тела», тела из трясины) — полностью или частично сохранившиеся человеческие останки, обнаруженные в торфяных болотах на севере Европы на протяжении последних 200 лет, преимущественно в Дании, Германии, Нидерландах, Великобритании, Ирландии и Швеции. В отличие от других древних останков, у болотных мумий иногда сохраняются кожные покровы и внутренние органы, что делает их уникальным объектом для исследования.

## Место и обстоятельства обнаружения
Торфяники обладают свойством сохранять органические материалы, чему способствуют следующие причины: обилие влаги со слабой проточностью замедляет испарение влаги из органики; низкая теплопроводность торфа способствует сохранению низкой температуры; бедность торфа минеральными питательными веществами осложняет деструктивную деятельность растений; антисептические вещества и отсутствие доступа кислорода на глубину свыше 15 сантиметров затрудняют деятельность разлагающих микроорганизмов.
Всего в торфяных болотах Европы было обнаружено более тысячи древних трупов. Им присуща разная степень сохранности — некоторые тела почти не затронуты разложением, иные истлели частично, от других остались только скелеты или фрагменты тел. В основном их находили местные крестьяне или рабочие, добывающие торф. Зачастую они не сразу оповещали о находках учёных либо бросали их на месте, поэтому многие из болотных тел были безвозвратно утеряны.

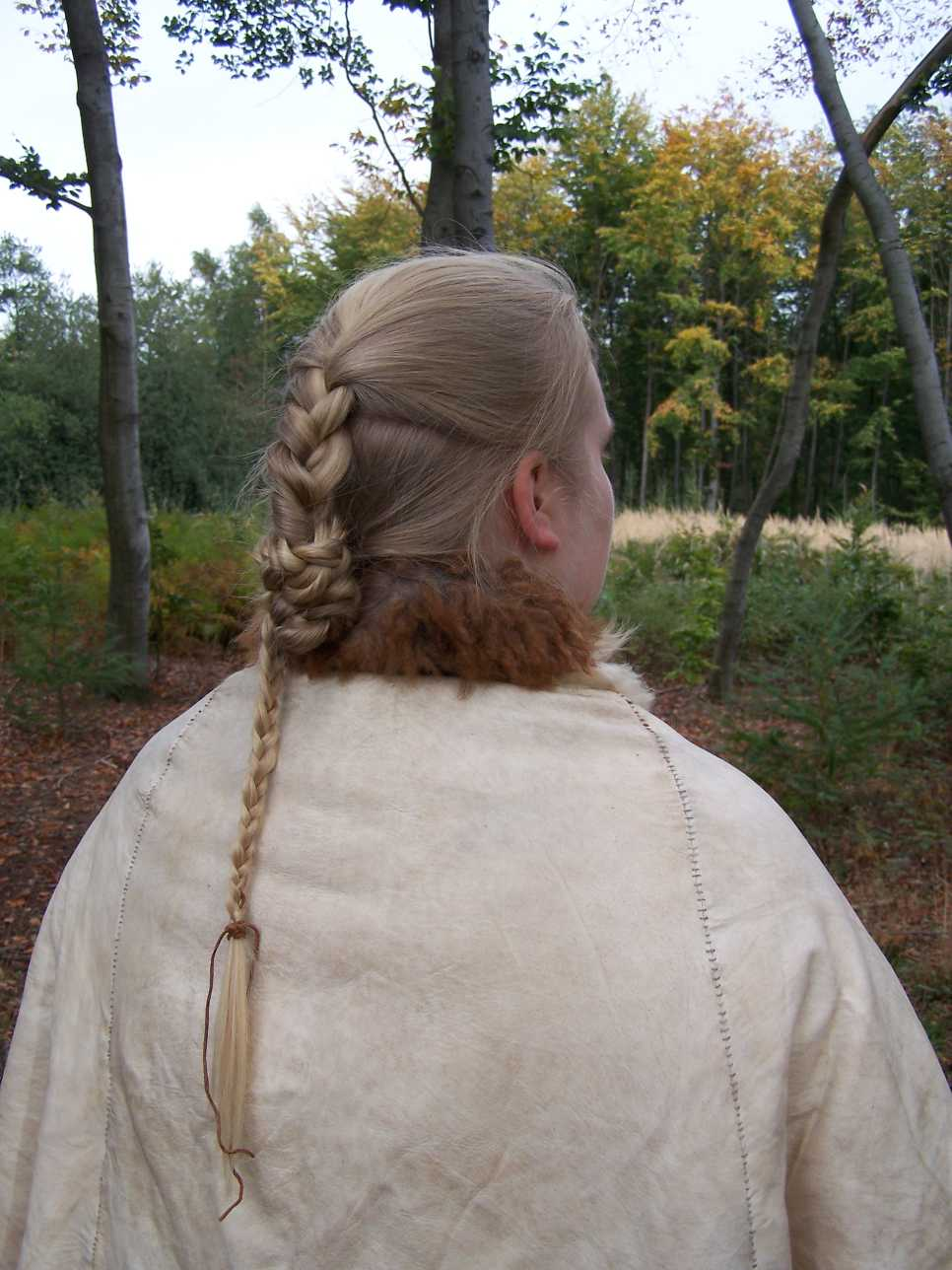
Реконструированная причёска женщины из Эллинга

## Результаты исследований
Современные методы исследования способны с высокой степенью точности установить период жизни болотных людей и их возраст на момент смерти, а также пополнить сведения об их быте и жизненном укладе. Большинство погибших, согласно результатам радиоуглеродного анализа, жило 2000−2500 лет назад, но существуют и более древние находки, как, например, мужчина из Кёльбьерга, умерший около 8000 года до н. э. (археологическая культура Маглемозе). Приблизительно возраст, во время которого наступила смерть, определялся по данным общих антропометрических обмеров, состоянию скелета и по зубам трупов (если они сохранились).
Изучение пищеварительных трактов помогло определить состав пищи древних людей. Например, последняя трапеза человека из Толлунда представляла собой кашу из сорока видов зёрен и семян, а в желудке человека из Гроболла были обнаружены мелкие кости, свидетельствующие о том, что незадолго до гибели он ел мясо. Уточнить состав пищи и период смерти возможно и при помощи химического анализа волос — так учёные определили, что человек из Клоникавана на протяжении нескольких месяцев до гибели употреблял в пищу овощи, а значит, скорее всего, умер летом.
На некоторых телах сохранилась одежда или её фрагменты, что позволило дополнить данные об историческом костюме тех лет. Наиболее хорошо сохранившиеся предметы: кожаная островерхая шапочка человека из Толлунда; шерстяное платье, обнаруженное рядом с местом погребения женщины из Хюлдремосе; шерстяные обмотки с отделённых от тела ног из болота в Дании. Кроме того, благодаря находкам, на головах которых сохранились волосы, удалось реконструировать прически древних. Так, человек из Клоникавана укладывал волосы с помощью смеси смолы и растительного масла, а волосы на черепе человека из Остерби были заложены над правым виском и завязаны так называемым свевским/швабским узлом, что подтвердило описанные Тацитом прически свевов.
Исследования выявили основные причины, по которым люди нашли своё последнее пристанище в болоте. На некоторых телах нет следов насильственной смерти, поэтому наиболее вероятно, что эти люди просто утонули. Другие либо становились жертвами преступления, либо могли быть убиты во время жертвоприношения богам  или за какие-либо проступки. Достаточно часто как причина смерти упоминается удушение (обычно шнуром, верёвкой, ремнём, повязкой и тому подобным) или перерезание горла.

## Наиболее известные находки

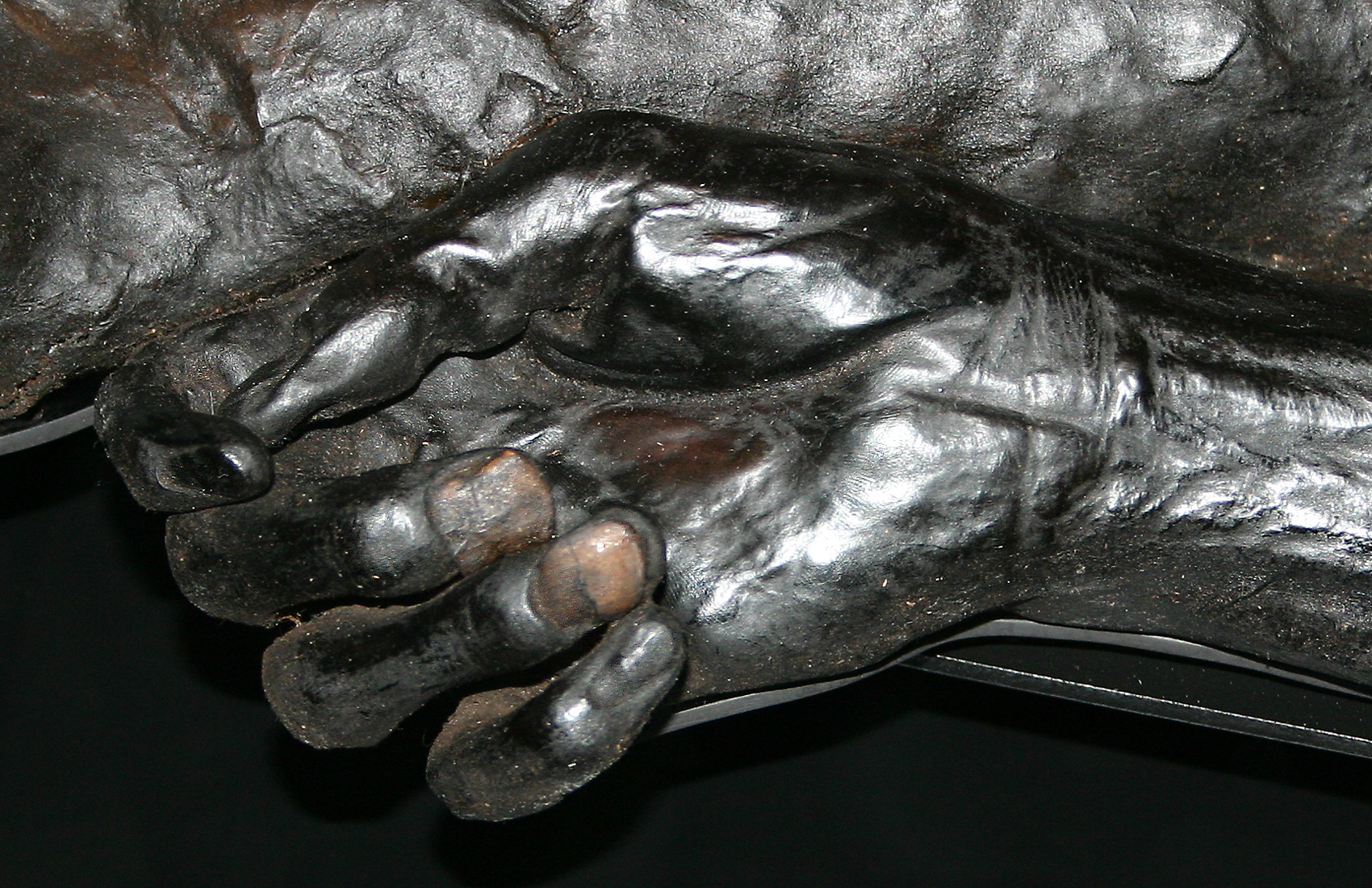
Рука человека из Граубалле

- Дания
  - Человек из Толлунда
  - Женщина из Эллинга
  - Человек из Гроболла
  - Мужчина из Кёльбьерга
  - Женщина из Харальдскэра
  - Женщина из Хюлдремосе
  - Борремоские мумии (дат.)
- Великобритания
  - Человек из Линдоу
  - Клад-Халланские мумии
- Ирландия
  - Человек из Клоникавана
- Германия
  - Человек из Остерби
  - Болотное тело из Виндеби
  - Человек из Рендсвюрена
  - Женщина из Пайтинга
  - Кайхаузенский мальчик
- Нидерланды
  - Пара из Вирдинга
  - Девочка из Иде
- Швеция
  - Малиновая девушка
  - Человек из Бокстена